# 熱海富士朔太郎
熱海富士朔太郎（2002年9月3日—），原名武井朔太郎，日本靜岡縣熱海市出身的現役大相撲力士。身高185cm、體重168kg。最高位置西前頭筆頭（2024年1月場所），所屬的相撲部屋是伊勢濱部屋。
他在2020年9月初次比賽，在2021年初曾獲序之口和序二段優勝，在2022年11月晉級幕內，是晉級最快的力士之一。

## 早年
武井朔太郎生於千葉縣，小學2年級時搬到熱海市。6年級時開始學習相撲，加入了附近三島市的相撲俱樂部，2020年11月高中畢業后，他加入了伊勢濱部屋。

## 生涯
武井朔太郎加入部屋後被伊勢濱親方授予四股名熱海富士，源於出身地熱海市和部屋通用的富士。在2021年1月場所初次比賽中，熱海富士在賽中贏得了序之口優勝。在三月份的下一場比賽中，他以完美的7-0戰績贏得了序二段優勝。他繼續在低級別聯賽中創造強勁的獲勝記錄，輕而易舉地通過三段目，在幕下只用了4個場所便晉陞為十兩。在晉陞十兩時，熱海富士沒有產生過一次負越的記錄。
在2022年3月作為關取的首場比賽中遭遇了他的第一次失利記錄后，熱海富士將創下三連勝紀錄。他在2022年11月的九州場所比賽中晉陞為幕內力士。他只參加了12場比賽就進入幕內級數，這使他位列入幕最快記錄的第八位。

## 個人
他的妹妹陽奈也是女子相撲力士，在2022年4月國際女子相撲比賽輕量級比賽得第三名。